# Selenops zairensis
Espèce
Selenops zairensis est une espèce d'araignées aranéomorphes de la famille des Selenopidae.

## Distribution
Cette espèce se rencontre en Angola, au Congo-Kinshasa et en Côte d'Ivoire.

## Étymologie
Son nom d'espèce, composé de zair[e] et du suffixe latin -ensis, « qui vit dans, qui habite », lui a été donné en référence au lieu de sa découverte, le Zaïre.

## Publication originale
- Benoit, 1968 : Les Selenopidae africains au Nord du 17e parallèle Sud et reclassement des espèces africaines de la famille (Araneae). Revue de Zoologie et de Botanique Africaines, vol. 77, p. 113-141.